# Блаже Конески
Блаже Конески (на македонска литературна норма: Блаже Конески) e лингвист от Социалистическа република Македония, югославски книжовник, културен деец и общественик – поет, писател, есеист, филолог, преводач и професор във Философския факултет на Държавен университет „Св. Кирил и Методий“, Скопие, създател и един от кодификаторите на македонската книжовна норма.

## Биография
Роден е в село Небрегово в сърбоманско семейство. Като племенник на известния сърбомански войвода Григор Соколович (братовчед на баща му), получава сръбска кралска стипендия за обучение в гимназия в Крагуевац, Сърбия, където участва в редактирането и списването със своите първи стихове на сръбски на гимназиалните издания (на сръбски) „Млади Шумадинац“ и „Подмладак“. Като Благойе Лямевич (Коньевич) се записва в Белградския университет, където един семестър изучава медицина, а след това променя специалността си на сръбски език и литература.
В Белград през зимата на 1940/41 година комунистът Борко Талески, запознат с Комитерновското решение за създаване на „македонска нация“, предлага на Конески да създаде проект за „македонска азбука“, но той оказва, определяйки сръбската като напълно подходяща и дори възхвалявайки я като „най-съвършена в света“.
През 1941 година, след разгрома на Югославия в Ауфмарш 25 се записва в Юридическия факултет на Софийския университет под името Благой Йорданов Конев. Докато учи в София, не сътрудничи на български издания, не търси контакти с млади писатели и рядко следи пресата – за разлика от периода на обучението си в Белград.
По време на деветосептемврийския преврат Конески (тогава Конев) е в Прилеп. Малко след това става коректор в „Млад борец“, но скоро започва работа в отделението на АГИТПРОП към ЦК и Главния Щаб на НОВ (Народноослободителна войска) и за ПОЮ (Покрет ослободженя Югославийе). Той е първият, започнал пропагандната атака против Димитър Гюзелов. Като агент на АГИТПРОП със специални задачи за моделиране на „общественото мнение“ в омраза към „народните неприятели“, той пише статии против Гюзелов, Димитър и Йордан Чкатрови. В началото на 1945 г. в статия, пълна с подигравки, той открито настоява за смърт на Димитър Гюзелов (бр. 1 на сп. „Остен“), шест месеца преди да започне съдебното дело против него.
От 1944 година, още незавършил висше образоване и едва 23-годишен, активно се включва в стандартизирането на новата езикова норма, наричана македонски книжовен език. Конески сам признава (но много по-късно, в 1988 г.), че през 1944/45 г. правел първите си крачки „во изучуваъето на македонскиот язик“. „Яс не се поканив самиот да учествувам во тоа. Яс бев ангажиран.“
Един от съставителите на правописа, а освен това е и редактор на „Речник на македонския език“. Основател е на изучаването на македонистика в университета в Скопие, където от 1958 до 1960 година е ректор. През 1967 година става член на Македонската академия на науките и изкуствата и е неин пръв председател (до 1975 г.). Освен това е и член на Македонския ПЕН център и член на Дружеството на писателите на Македония от 1947 година и негов пръв председател.
Работи и като редактор на литературните списания „Нов ден“ и „Македонски язик“.
Блаже Конески е обвиняван, че предпочита да говори на сръбски език и че не може или не иска да разбере диалекта от Кавадарци, Неготино и Гевгели, които се намират на 40 – 70 km от родния му Прилеп („Тешко ми беше да го следам гевгелийскиот диалект“). Като ученик е подиграван от другарите си през ваканциите, че говори на сръбски и не може да използва местния диалект.
Блаже Конески има и международни изяви. Член е на академиите на науките в Загреб, Белград, Сараево, Чикаго, Лодз и почетен доктор на университетите в Чикаго и Краков, като против предоставянето на първата титла протестират македонобългарските емигранти и албански активисти, като живеещия в Истанбул албанец от Битоля Рамадан Риза Садику – бивш учител, изпраща две протестни писма на ректора на университета, в които изтъква че македонската нация и език са изкуствено създадени от югославските комунисти с цел отродяване на местното българско население и цитира статия от „Нова Македония“, според която местните славянски жители говорят на диалекти, а чиновниците – на смес от тях, сърбохърватски заемки и новосъздадени думи от „македонския език“, и го нарича „смешно и унизително творение за домашното общество“. Трудовете на Конески са превеждани на сръбски, словенски, албански, турски, унгарски, френски, руски, италиански, гръцки, полски, румънски, немски, шведски и английски език.
Българската наука отбелязва и ролята му за представянето на делото на българските възрожденци от Македония, като Кирил Пейчинович, Братя Миладинови, Йордан Хаджиконстантинов Джинот и други, като небългарско, както и усилията му да отдалечи максимално езиковата норма в Северна Македония от българския книжовен език. Нерядко е обвиняван във фалшификации с цел представянето на някои политически реалности за научни факти.
Извършва плагиатство с книгата на професора си Кирил Мирчев „История на българския език“, като при това я фалшифицира и издава под заглавие „История на македонскиот язик“.

## Трудове
- Земята и любовта (поезия, 1948)
- Македонски правопис со правописен речник (съвместно с Крум Тошев, 1950)
- Граматика на македонскиот литературен язик (първа част, 1952)
- За македонскиот литературен язик (1952)
- Песни (1953)
- Граматика на македонскиот литературен язик (втора част, 1954)
- Везилка (поезия, 1955)
- Лозйе (кратки разкази, 1955)
- Речник на македонскиот язик (1961)
- Песни (1963),
- История на македонскиот язик (1965)
- Речник на македонскиот язик (книга втора, 1965)
- Речник на македонскиот язик (книга трета, 1966)
- Стерна (поезия, 1966)
- Ракуванье (поема, 1969)
- Язикот на македонската народна поезия (1971)
- Беседи и огледи (1972)
- Записи (поезия, 1974)
- Стари и нови песни (1979)
- Места и мигови (поезия, 1981)
- Чешмите (поезия, 1984)
- Македонскиот 19. век, язични и книжевно-историски прилози (1986)
- Ликови и теми (есеи, 1987)
- Послание (поезия, 1987)
- Тиквешки сборник (студия, 1987)
- Средба во райот (поезия, 1988)
- Църква (поезия, 1988)
- Дневник по многу години (проза, 1988)
- Златовръв (поезия, 1989)
- Поезия (Константин Миладинов), сказка (1989)
- Сеизмограф (поезия, 1989)
- Македонски места и теми (есета, 1991),
- Небесна река (песни и припеви, 1991),
- Светот на легендатата и песната (есета и приложения, 1993),
- Църн овен (поезия, 1993)

## Награди
- „11 октомври“
- „Бракя Миладиновци“
- „Ацо Шопов“
- „Хердеровата награда“
- „Негошевата награда“
- Награда на АВНОЮ
- „Златен венец“ на Стружките вечери на поезията
- „Скендер Куленович“
- Награда на Съюза на писателите на СССР
- Награда за литературен опус на „Мисла“
- „Рациново признание“
- „13 ноември“